# Dywizja Wasyla Szeremietiewa

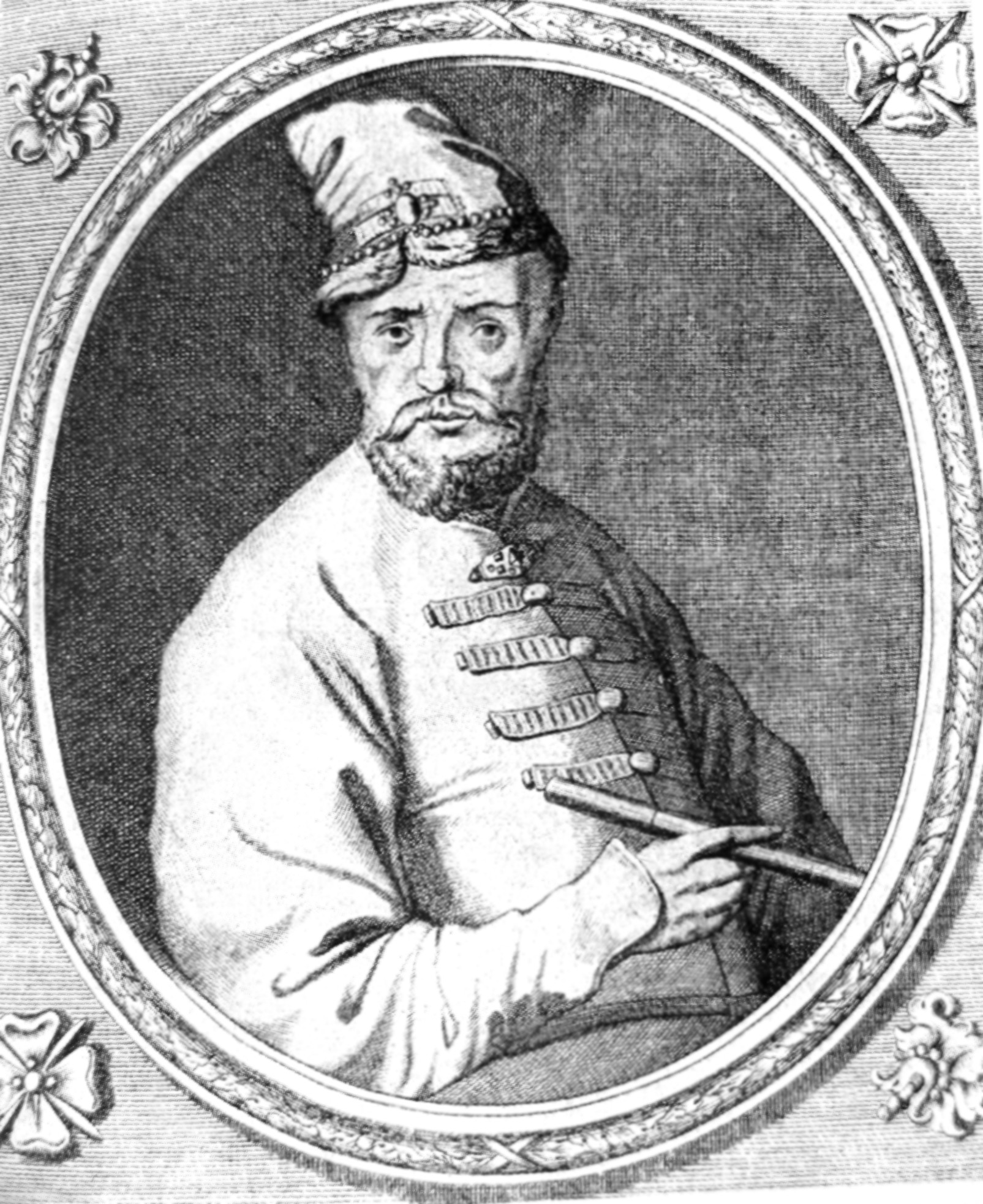
Wasyl Szeremietiew, dowódca dywizji

Dywizja Wasyla Szeremietiewa – dywizja wojsk rosyjskich okresu połowy XVII wieku. Podczas kampanii cudnowskiej wojny polsko-rosyjskiej (1654-1667) dywizja wchodziła w skład armii pod dowództwem tegoż samego Wasyla Szeremietiewa, wojewody kijowskiego.
Liczyła 9900 żołnierzy. Obozowała pod Kotelnią, a następnie została pokonana w bitwie pod Cudnowem na Wołyniu (jesień 1660).

## Stan liczebny
- 4100 kawalerzystów
  - 1 rota nadworna – 300 ludzi
  - 8 chorągwi jazdy bojarskiej – 800 ludzi
  - 3000 rajtarii
- 2800 dragonów
  - regiment Jandersa – 1000 ludzi
  - 5 sotni pod dowództwem von Howena
  - 5 sotni Silicza
  - 8 kompanii po 100 żołnierzy
- 3000 piechoty
  - 2 regimenty piechoty cudzoziemskiej pod dow. von Stadena i Crafforta
  - pułk strzelców pod dow. Leontiewicza - 1000 ludzi